# Liphistius birmanicus
Liphistius birmanicus är en spindelart som beskrevs av Tamerlan Thorell 1897. Liphistius birmanicus ingår i släktet Liphistius och familjen ledspindlar.
Artens utbredningsområde är Myanmar. Inga underarter finns listade i Catalogue of Life.